# جون مردوخ (سياسي)
جون مردوخ هو سياسي أسترالي، ولد في 15 مارس 1882 في هوبارت في أستراليا، وتوفي بنفس المكان في 17 أغسطس 1936. انتخب عضو المجلس التشريعي التاسماني ‏.